# Марухи
Марухи (укр. Марухи) — село,
Быстрикский сельский совет,
Кролевецкий район,
Сумская область,
Украина.
Население по переписи 2001 года составляло 2 человека.

## Географическое положение
Село Марухи находится на правом берегу реки Реть,
выше по течению на расстоянии в 1,5 км расположено село Колбасино,
ниже по течению на расстоянии в 0,5 км расположено село Папкино,
на противоположном берегу — село Быстрик.
К селу примыкает большой лесной массив (сосна).
Рядом проходит автомобильная дорога М-02 (E 101).